# Barbara Hahlweg

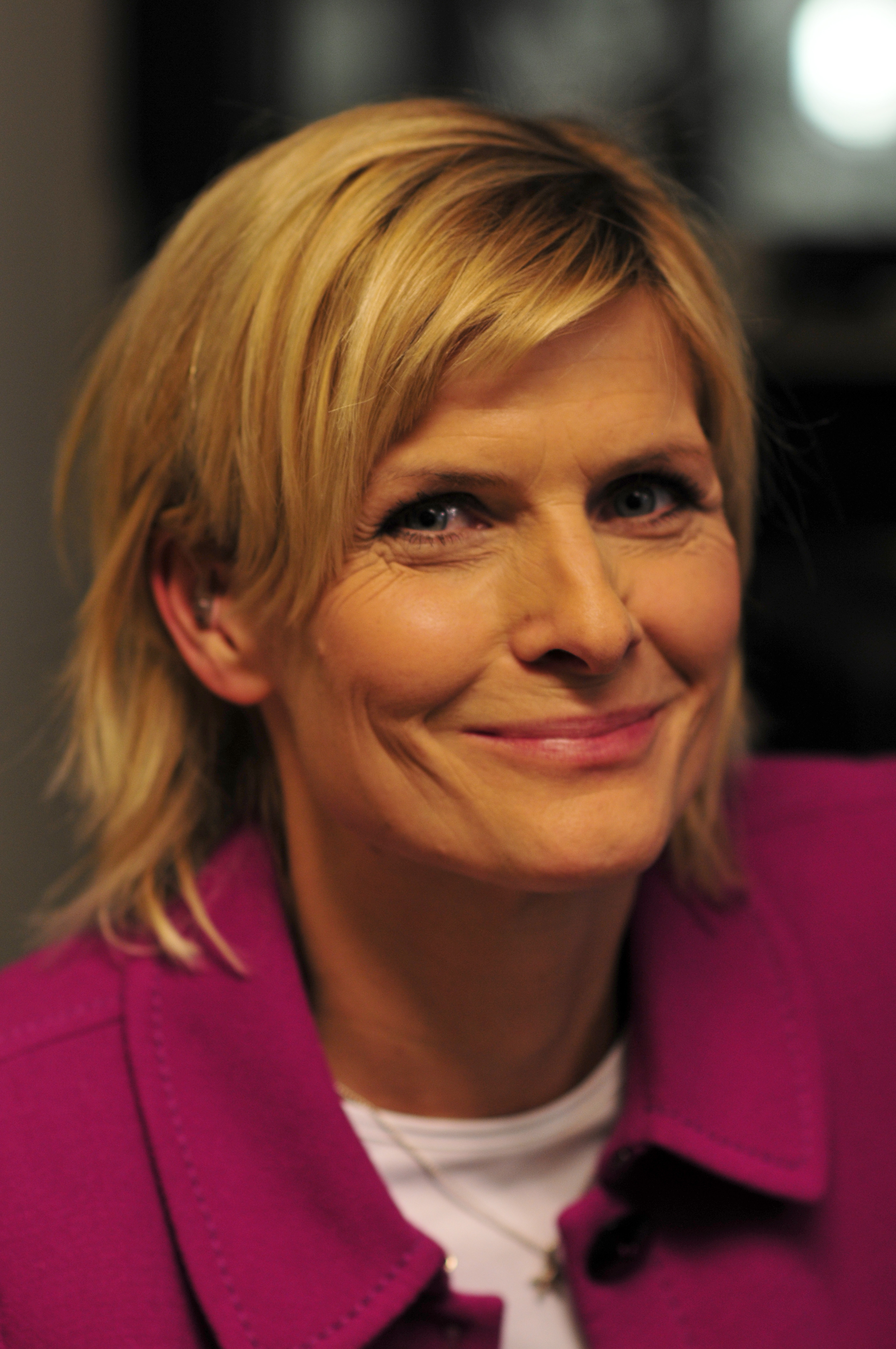
Barbara Hahlweg, 2013

Barbara Hahlweg (* 29. November 1968 in Erlangen) ist eine deutsche Journalistin und  Fernsehmoderatorin der ZDF-Sendung heute.

## Leben und beruflicher Werdegang
Barbara Hahlweg ist die Tochter des ehemaligen Erlanger Oberbürgermeisters Dietmar Hahlweg und absolvierte 1988 das Abitur am Emmy-Noether-Gymnasium Erlangen. Danach folgte ein Jahr in den USA und schließlich das Magisterstudium der Kommunikationswissenschaften mit den Nebenfächern Volkswirtschaft und Markt- und Werbepsychologie an der Ludwig-Maximilians-Universität München.
Zwischen 1996 und 1997 machte Hahlweg ein Volontariat beim ZDF. Danach wurde sie ab 1998 Redakteurin im Studio bei heute und präsentierte bis 2003 unter anderem heute mittag und die Nachmittagsausgaben. Außerdem war sie als Reporterin bei hallo deutschland sowie als Moderatorin bei TOP 7 und bis 2003 bei Leute heute tätig.
Von 2003 bis 2007 übernahm Hahlweg die Co-Moderation im heute-journal neben Klaus-Peter Siegloch. Seit 2007 ist Barbara Hahlweg Moderatorin der 19-Uhr-heute-Nachrichten im ZDF.
Ab Mai 2011 war Barbara Hahlweg zusätzlich Hauptmoderatorin im ZDF-Magazin ML Mona Lisa, das sie bis zu dessen Einstellung im Juli 2017 moderierte. Zudem wurde die Sendung mit ihr inhaltlich neu ausgerichtet.
Neben ihrer Moderationstätigkeit dreht Barbara Hahlweg gelegentlich Dokumentationen für das ZDF. Im Jahr 2016 entstand Alles im Fluss – Leben auf dem Hausboot, ein Jahr später Vom Glück auf zwei Rädern und im Jahr 2018 die Dokumentation Vereint und doch nicht eins?, wofür sie im Osten Deutschlands unterwegs war.

## Sonstiges
Sie ist mit Peter Arens, dem Leiter der ZDF-Hauptredaktion Geschichte und Wissenschaft, verheiratet und hat drei Töchter.
Seit 2014 engagiert sich Barbara Hahlweg als Beiratsmitglied für die Heraeus Bildungsstiftung und ist Schirmherrin des Ronald McDonald Hauses in Erlangen. Seit 2017 ist sie Ehrenmitglied des Vereins Tangeni Shilongo Namibia e. V.
Über ihren Mann Peter Arens lernte Barbara Hahlweg den Schriftsteller John Irving kennen, über den Arens 1999 eine TV-Dokumentation gedreht hatte, die im Jahr 2000 im TV-Sender Arte ausgestrahlt wurde. John Irving nahm Hahlweg in seinem 2001 erschienenen Roman Die vierte Hand als Figur unter dem Namen Barbara Frei auf.